# Cameriere per signora
Cameriere per signora (Monsieur Hector) è un film del 1940 diretto da Maurice Cammage.
La pellicola è basata su un'opera di Pierre de Marivaux.

## Trama
Il cameriere Hector accompagna il visconte di Saint-Amand, suo datore di lavoro, in albergo a Nizza. In sua assenza, sistemando gli abiti nell'armadio, ne indossa uno e scende nella sala guardaroba dove Suzanne, addetta a questo servizio, sta indossando la pelliccia di una cliente. Hector scambia Suzanne per una ricca signora e lei scambia Hector per il visconte.
Tornato in albergo, il vero visconte approfitta dell'equivoco per disfarsi di Maroussia, una sua corteggiatrice, fingendo di essere soltanto il cameriere. Vuole infatti sposare Jacqueline, figlia di un proprietario di grandi alberghi, ed è venuto a Nizza proprio per lei. Maroussia intanto comincia a circuire Hector, provocando le gelosie di Suzanne, mentre Jacqueline, per scoprire se il visconte è davvero un tipo che fa per lei, si veste da cameriera ed entra nella
sua stanza dove lo trova nei panni del cameriere e se ne invaghisce. 
La commedia degli equivoci prosegue: Jacqueline rivela al padre di non voler sposare il visconte, ma il suo cameriere; Hector torna da Suzanne convinto che sia la figlia del proprietario dell'albergo. Tutti poi si recano in montagna dove si disputa un campionato di sci, qui si chiariscono i malintesi e il tutto finisce per il meglio con due matrimoni.